# Soviče
Soviče este o localitate din comuna Videm, Slovenia, cu o populație de 116 locuitori.